# IIe législature de la Quatrième République de Madagascar
 (novembre 2023).
Améliorez-le ou discutez des points à vérifier. 
 (novembre 2023).
La mise en forme du texte ne suit pas les recommandations de Wikipédia : il faut le « wikifier ».
Les points d'amélioration suivants sont les cas les plus fréquents :
- Les titres sont pré-formatés par le logiciel. Ils ne sont ni en capitales, ni en gras.
- Le texte ne doit pas être écrit en capitales (les noms de famille non plus), ni en gras, ni en italique, ni en « petit »…
- Le gras n'est utilisé que pour surligner le titre de l'article dans l'introduction, une seule fois.
- L'italique est rarement utilisé : mots en langue étrangère, titres d'œuvres, noms de bateaux, etc.
- Les citations ne sont pas en italique mais en corps de texte normal. Elles sont entourées par des guillemets français : « et ».
- Les listes à puces sont à éviter, des paragraphes rédigés étant largement préférés. Les tableaux sont à réserver à la présentation de données structurées (résultats, etc.).
- Les appels de note de bas de page (petits chiffres en exposant, introduits par l'outil «  Source ») sont à placer entre la fin de phrase et le point final[comme ça].
- Les liens internes (vers d'autres articles de Wikipédia) sont à choisir avec parcimonie. Créez des liens vers des articles approfondissant le sujet. Les termes génériques sans rapport avec le sujet sont à éviter, ainsi que les répétitions de liens vers un même terme.
- Les liens externes sont à placer uniquement dans une section « Liens externes », à la fin de l'article. Ces liens sont à choisir avec parcimonie suivant les règles définies. Si un lien sert de source à l'article, son insertion dans le texte est à faire par les notes de bas de page.
- La présentation des références doit suivre les conventions bibliographiques. Il est recommandé d'utiliser les modèles {{Ouvrage}}, {{Chapitre}}, {{Article}}, {{Lien web}} et/ou {{Bibliographie}}. Le mode d'édition visuel peut mettre en forme automatiquement les références.
- Insérer une infobox (cadre d'informations à droite) n'est pas obligatoire pour parachever la mise en page.

Pour une aide détaillée, merci de consulter Aide:Wikification.
Si vous pensez que ces points ont été résolus, vous pouvez retirer ce bandeau et améliorer la mise en forme d'un autre article.
 (novembre 2023).
Ie législature
Palais de Tsimbazaza
La IIe législature de la Quatrième République est un cycle parlementaire malgache qui s'ouvre en juillet 2019, à la suite des élections législatives de mai 2019. Les premiers travaux de l'Assemblée nationale prennent place le mardi 16 juillet 2019 avec l'élection de sa présidente, Christine Razanamahasoa.

## Composition
Sont répertoriés, ci-après, les 151 députés élus lors des élections législatives de 2019 :

### Province d'Antananarivo
| Parti | Noms                                                     | District                    |
| ----- | -------------------------------------------------------- | --------------------------- |
| IRD   | Nirina Fenohery Johnny Rakotoarisoa                      | District d’Ambohidratrimo   |
| IRD   | Rabenirina Maminiaina Solondraibe                        | District d’Ambohidratrimo   |
| IRD   | Mbelo Ndriamanampy Jean Germain Odo                      | District d’Anjozorobe       |
| IRD   | Ralalason Dera Harinjafimino                             | District d’Ankazobe         |
| TIM   | Lobo Hanitriniaina Razafimanantsoa                       | District d’Antananarivo I   |
| IRD   | Andriamanalinarivo Raymond Michel Jocelyn                | District d’Antananarivo I   |
| TIM   | Randrianarisoa Stanislas                                 | District d’Antananarivo II  |
| IRD   | Rakotomanga Lantoarivola Sedera                          | District d’Antananarivo II  |
| TIM   | Ralambomanana Fenoherintsoa                              | District d’Antananarivo III |
| IRD   | Rafenomanantsoa Tsirimaharo Ny Aina                      | District d’Antananarivo III |
| TIM   | Ramboasalama Emilien                                     | District d’Antananarivo IV  |
| IRD   | Rahasimanana Paul Bert                                   | District d’Antananarivo IV  |
| IRD   | Raholdina Naivo Herinantsoina                            | District d’Antananarivo V   |
| TIM   | Ralambozafimbololona Razafitsimialona Andriantsivoafetra | District d’Antananarivo V   |
| TIM   | Andriamampandry Todisoa Manampy                          | District d’Antananarivo VI  |
| IRD   | Rakotoarimanana Tiana Maxime                             | District d’Antananarivo VI  |
| IRD   | Ratsivahinisolo Andriniony                               | District d’Atsimondrano     |
| TIM   | Ratsimbazafy Alain Jean                                  | District d’Atsimondrano     |
| IRD   | Andriambelosoa Heriniaina                                | District d’Avaradrano       |
| TIM   | Randriambolaina Gerry                                    | District d’Avaradrano       |
| IRD   | Andriamiasasoa Doda Nirimboavonjy                        | District de Manjakandriana  |

| Parti | Noms                            | District                    |
| ----- | ------------------------------- | --------------------------- |
| IRD   | Randrianarisoa Bien Aimé Arsène | District de Fenoarivobe     |
| IRD   | Ramaherijaona Hajanirina Lanto  | District de Tsiroanomandidy |
|       | Raholijaona Harson              | District de Tsiroanomandidy |

| Parti | Noms                                               | District                   |
| ----- | -------------------------------------------------- | -------------------------- |
| IRD   | Rakotondravoavy Andrianjafinjanakolona Andriniaina | District d’Arivonimamo     |
| TIM   | Rakotomanjato Edmond Rodin Georges                 | District d’Arivonimamo     |
| IRD   | Rakotondrasoa Fetra                                | District de Miarinarivo    |
| IRD   | Razaiharimalala Harizaka Fiainantsoa               | District de Soavinandriana |

### Province d'Antsiranana
|     | Noms                              | District                 |
| --- | --------------------------------- | ------------------------ |
|     | Darkhoui Siritis                  | District d’Ambanja       |
| IRD | Assimo Bruno                      | District d’Ambilobe      |
| IRD | Rahelihanta Jocelyne              | District d’Antsiranana I |
| IRD | Ramenason Rio Merci               | District d’Antsiranana I |
| IRD | Razafindravony Marifidy Christine | District de Nosy Be      |

|  | Noms                  | District            |
|  | --------------------- | ------------------- |
|  | Rabenary Jean         | District d’Andapa   |
|  | Nasira Julien         | District d’Antalaha |
|  | Mamangy Norbert       | District de Sambava |
|  | Ramilson Ange Richard | District de Sambava |
|  | Edizirai              | District de Sambava |

### Province de Fianarantsoa
|     | Noms                                  | District                      |
| --- | ------------------------------------- | ----------------------------- |
| IRD | RAZANAMAHASOA Christine Harijaona     | District d’Ambatofinandrahana |
|     | Andriatahinanomenjanahary Felicien    | District d'Ambositra          |
|     | Rasoazananera Marie Monique Ernestine | District d’Ambositra          |
| IRD | RASOLOMAMPIONONA Hasimpirenena        | District de Fandriana         |
|     | ANDRIANJANAHARY Fanomezantsoa         | District de Manandriana       |

|     | Noms                            | District                    |
| --- | ------------------------------- | --------------------------- |
|     | Député indépendant 1            | District 1                  |
| IRD | RAZAFINDRIATSARA Jonhson Anatol | District de Befotaka Atsimo |
|     | Député indépendant 2            | District 2                  |
| IRD | FÉLICIEN Randrianantenaina      | District de Farafangana     |
| IRD | RAHERIARIJAONA Régina Clarisse  | District de Farafangana     |
|     | Député indépendant 3            | District 3                  |
|     | Député indépendant 4            | District 4                  |
|     | Député indépendant 5            | District 5                  |
|     | Député indépendant 6            | District 6                  |
|     | Député indépendant 7            | District 7                  |
| IRD | RAMAHANDRISOA Edu Edmond        | District de Vangaindrano    |
|     | Député indépendant 8            | District 8                  |
|     | Député indépendant 9            | District 9                  |
|     | Député indépendant 10           | District 10                 |

|     | Noms                            | District           |
| --- | ------------------------------- | ------------------ |
|     | Député indépendant 1            | District 1         |
|     | Député indépendant 2            | District 2         |
|     | Député indépendant 3            | District 3         |
|     | Député indépendant 4            | District 4         |
|     | Député indépendant 5            | District 5         |
|     | Député indépendant 6            | District 6         |
|     | Député indépendant 7            | District 7         |
| IRD | RAKOTONIRINA Jimmy Joe          | District d’Iakora  |
| IRD | RAKOTOMAMONJY Neypatraiky André | District d’IHOSY   |
| IRD | RANDRIANARISON Temis Tocle      | District d’Ivohibe |

|     | Noms                                   | District                 |
| --- | -------------------------------------- | ------------------------ |
|     | Député indépendant 1                   | District 1               |
| IRD | RAZAFIMAHATRATRA Daniel Jean Christian | District d’Ambalavao     |
|     | Député indépendant 2                   | District 2               |
|     | Député indépendant 3                   | District 3               |
|     | Député indépendant 4                   | District 4               |
| IRD | RASOAMALALA Honorine                   | District d’Ambohimahasoa |
| IRD | RAVELOSON Guillaume Narindrasana       | District de Fianarantsoa |
| IRD | RAJOELINA Andriami-harimanana Seth     | District de Fianarantsoa |
|     | Député indépendant 5                   | District 5               |
|     | Député indépendant 6                   | District 6               |
|     | Député indépendant 7                   | District 7               |
|     | Député indépendant 8                   | District 8               |
|     | Député indépendant 9                   | District 9               |
| IRD | RAHARIMAMPIONONA                       | District d’Ikalamavony   |
| IRD | VOAHANGINIRINAZAFIMANDIMBY Marie La    | District de Isandra      |
| IRD | RIVOTIANA Richard Jean Bosco           | District de Lalangina    |
|     | Député indépendant 10                  | District 10              |
|     | Député indépendant 11                  | District 11              |
|     | Député indépendant 12                  | District 12              |

|     | Noms                                   | District                |
| --- | -------------------------------------- | ----------------------- |
|     | Député indépendant 1                   | District 1              |
| IRD | ANDRIAMIATRIKARIVO Tiana James Pierrot | District d’Ifanadiana   |
| IRD | RAZAFINTSIANDRAOFA Jean Brunelle       | District d’Ikongo       |
|     | Député indépendant 2                   | District 2              |
| IRD | ANDRIANO Giscard                       | District de Manakara    |
|     | Député indépendant 3                   | District 3              |
| IRD | ANDRIANANDRASANA Norbert Marie Ignace  | District de Mananjary   |
|     | Député indépendant 4                   | District 4              |
|     | Député indépendant 5                   | District 5              |
| IRD | BAOFENO Micheline                      | District de Nosy Varika |
|     | Député indépendant 6                   | District 6              |
|     | Député indépendant 7                   | District 7              |
|     | Député indépendant 8                   | District 8              |
| IRD | TSABOTOKAY Honoré                      | District de Vohipeno    |

### Province de Mahajanga
|     | Noms                                   | District                |
| --- | -------------------------------------- | ----------------------- |
| IRD | TSIKIVY Adrien                         | District de Kandreho    |
|     | Député indépendant 1                   | District 1              |
|     | Député indépendant 2                   | District 2              |
| IRD | MBADE Jeannine Gabriel                 | District de Maevatanàna |
| IRD | RATSIMANOSIKA Alexandre Andriamananten | District de Tsaratanàna |
|     | Député indépendant 3                   | District 3              |

|     | Noms                  | District                 |
| --- | --------------------- | ------------------------ |
|     | Député indépendant 1  | District 1               |
| IRD | FERNAND Jeannot       | District d’Ambato-Boeny  |
| IRD | RAHANTANIRINA Lalao   | District de Mahajanga I  |
|     | Député indépendant 2  | District 2               |
| IRD | RASALAMA Léon         | District de Mahajanga II |
|     | Député indépendant 3  | District 3               |
|     | Député indépendant 4  | District 4               |
| IRD | RAKOTONDRAVAO Georges | District de Marovoay     |
|     | Député indépendant 5  | District 5               |
|     | Député indépendant 6  | District 6               |
|     | Député indépendant 7  | District 7               |
|     | Député indépendant 8  | District 8               |
|     | Député indépendant 9  | District 9               |
|     | Député indépendant 10 | District 10              |
|     | Député indépendant 11 | District 11              |
|     | Député indépendant 12 | District 12              |

|     | Noms                            | District                |
| --- | ------------------------------- | ----------------------- |
|     | Député indépendant 1            | District 1              |
| IRD | MANOLOSOA Felix                 | District d’Ambatomainty |
|     | Député indépendant 2            | District 2              |
| IRD | VELOMAHAZO Patrice              | District d’Antsalova    |
|     | Député indépendant 3            | District 3              |
|     | Député indépendant 4            | District 4              |
|     | Député indépendant 5            | District 5              |
| IRD | FIENENA Richard Désiré          | District de Manja       |
|     | Député indépendant 6            | District 6              |
|     | Député indépendant 7            | District 7              |
| IRD | RICHARD Tsimahalefy Alexandrine | District de Miandrivazo |
|     | Député indépendant 8            | District 8              |

|        | Noms                                   | District                     |
| ------ | -------------------------------------- | ---------------------------- |
|        | Député indépendant 1                   | District 1                   |
| IRD    | DJAOSERA Irénée                        | District d’Analalava         |
| IRD    | RÉMI                                   | District d’Antsohihy         |
|        | Député indépendant 2                   | District 2                   |
| IRD    | VOLAHAINGO Marie Thérèse               | District de Bealanana        |
|        | Député indépendant 3                   | District 3                   |
|        | Député indépendant 4                   | District 4                   |
| MATITA | JONAH Parfait Prezaraly                | District de Befandriana Nord |
|        | Député indépendant 5                   | District 5                   |
| IRD    | RAPHAELIEN Solofoniaina Emilien Narson | District de Mampikony        |
| IRD    | RASOLOMANANA Beby Olivier              | District de Mandritsara      |
| IRD    | VELONTSARA Paul Bert                   | District de Port-Bergé       |

### Province de Toamasina
|     | Noms                          | District                  |
| --- | ----------------------------- | ------------------------- |
| IRD | RAKOTONDRAZAFY José Alain     | District d’Ambatondrazaka |
| TIM | RAZARA Pierre Ravolaza Fidèle | District d’Amparafaravola |
| IRD | RAMAROSOA Emiline             | District d’Andilamena     |
| TIM | RABEKIJANA Solofo Hery        | District d’Anosibe An’Ala |
| IRD | RAKOTONIRINA Augustin         | District de Moramanga     |
| IRD | RAJAOBELINA Lova Herizo       | District de Moramanga     |

|     | Noms                                 | District                      |
| --- | ------------------------------------ | ----------------------------- |
| IRD | MICHELLE Bavy Angelica               | District de Fénérive Est      |
| IRD | MOHAMAD Ahmad                        | District de Fénérive Est      |
|     | Député indépendant 1                 | District 1                    |
|     | Député indépendant 2                 | District 2                    |
|     | Député indépendant 3                 | District 3                    |
| IRD | RASOLONIAINA Robert                  | District de Mananara Nord     |
| IRD | DINAH Romual                         | District de Maroantsetra      |
| IRD | RAVONTY Tam Teon Luc Urbain          | District de Sainte-Marie      |
| IRD | RAMAMONJISOA RAKOTONIRINA Jhon Wha   | District de Soanierana-Ivongo |
| IRD | RAZANADRABEARIMANANA Jacques Aurelie | District de Vavatenina        |

### Province de Toliara
|     | Noms                                 | District                  |
| --- | ------------------------------------ | ------------------------- |
|     | Député indépendant 1                 | District 1                |
|     | Député indépendant 2                 | District 2                |
| IRD | IDEALSON                             | District d’Ampanihy Ouest |
| IRD | TSARADIA Marco                       | District d’Ankazoabo Sud  |
|     | Député indépendant 3                 | District 3                |
|     | Député indépendant 4                 | District 4                |
| IRD | PÉPIN MICHOU                         | District de Benenitra     |
|     | Député indépendant 5                 | District 5                |
| IRD | RANDRIANANDRAINA Théophile Christian | District de Betioky Sud   |
| IRD | RABENIRINA Jean Jacques              | District de Betioky Sud   |
|     | Député indépendant 6                 | District 6                |
| IRD | RAKOTOMALALA Lucien                  | District de Morombe       |
|     | Député indépendant 7                 | District 7                |
|     | Député indépendant 8                 | District 8                |

|     | Noms                            | District                         |
| --- | ------------------------------- | -------------------------------- |
| IRD | RABEMANANTSOA Herilala Jeannot  | District de Belo-sur-Tsiribihina |
|     | Député indépendant 1            | District 1                       |
| IRD | RAVELOSON Ludovic Adrien        | District de Mahabo               |
|     | Député indépendant 2            | District 2                       |
| IRD | FIENENA Richard Désiré          | District de Manja                |
|     | Député indépendant 3            | District 3                       |
| IRD | RICHARD Tsimahalefy Alexandrine | District de Miandrivazo          |
| IRD | CHRISTOPHE Tsiliva Diddiot      | District de Morondava            |